# Виракопус
Международный аэропорт Виракопус (порт. Aeroporto Internacional de Viracopos/Campinas) (Код ИАТА: VCP) — международный аэропорт в Кампинасе, штат Сан-Паулу, Бразилия. Аэропорт расположен в 99 км от города Сан-Паулу и 20 км от города Кампинаса, смежного с комплексом шоссе Rodovia dos Bandeirantes-Rodovia Anhanguera, которое соединяет столицу с штатом Сан-Паулу.

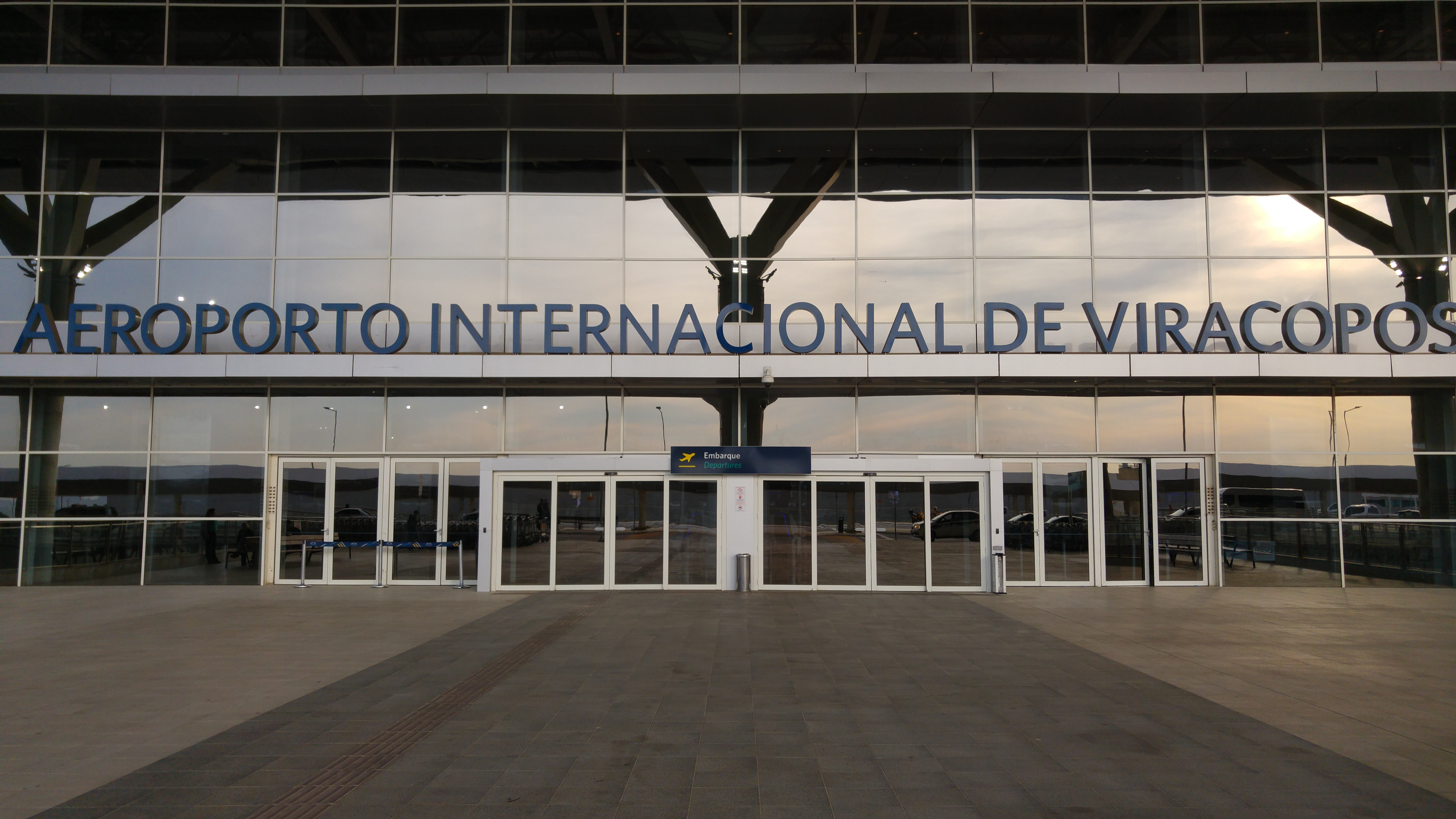

## История
Аэропорт Виракопус возник в 1940-х годах как простая посадочная площадка для города Кампинас. В 1960-х годах был улучшен длинной полосой и начал работать с регулярными коммерческими авиакомпаниями, такими как VARIG, VASP и Real Transportes Aéreos. В 1970-х он стал международным аэропортом для Сан-Паулу, так как взлётно-посадочная полоса аэропорта Конгоньяс была слишком коротка для приёма больших реактивных самолётов, используемых в международном пассажирском сообщении. Этот статус получил международный аэропорт Гуарульюс в 1985 году и Виракопус вступил в десятилетие застоя со всем международным и большинством внутренних полётов, которые выполняли аэропорты Гуарульюс и Конгоньяс. Однако, с 1995 года, с учётом стратегического значения аэропорта Виракопус для экономики, государственная компания управления аэропортами Infraero устойчиво вкладывала инвестиции, чтобы осуществить первую фазу генерального плана нового аэропорта, делая главные усовершенствования грузовых и пассажирских терминалов. Первая фаза была закончена в первой половине 2004 года, когда аэропорт получил новые залы отлёта и прибытия и общественные места. Вторая фаза расширения пассажирского терминала была закончена в 2005 году и был построен новый контрольно-диспетчерский пункт, расширенные средства для хранения и обработки грузового терминала, а также был полностью обновлён пассажирский терминал. Третья фаза включает в себя строительство второй посадочной полосы.

## Особенности
Аэропорт занимает второе место в списке самых загруженных грузовых аэропортов в Бразилии. Одна из его главных достопримечательностей, состоит в том, что он редко закрывается из-за условий плохой погоды (среднее число только 5 дней ежегодно). Открыт 19 октября 1960 года, когда ранее Сан-Паулу испытывал недостаток в аэропорте, способном к получению (тогда) новых реактивных самолётов дальнего действия, таких как Boeing 707 и Douglas DC-8. До постройки международного аэропорта Гуарульюс в 1985 году, Виракопус числился «на бумаге» как главные «международные ворота» города Сан-Паулу.
В настоящее время в системах продажи билетов аэропорт Виракопус проходит как один из аэропортов Сан-Паулу (код SAO). С другой стороны, Виракопус был занесён в Книгу рекордов Гиннесса как самый далёко расположенный аэропорт города (100 км). Мало того, аэропорт не имеет с Сан-Паулу прямого транспортного сообщения. Общественным транспортом можно добраться только до Кампинаса в 20 км, а уже оттуда — до Сан-Паулу. Поэтому считать этот аэропорт аэропортом города Сан-Паулу нет никаких фактических оснований — реально это аэропорт города Кампинаса. Пассажиры (которым нужно в Сан-Паулу, а не в Кампинас) и авиакомпании это понимают, поэтому туда летают главным образом дешёвые рейсы.
Код ИАТА: Виракопус — VCP, и Код ИАТА: Кампинас — CPQ. Иногда используются оба кодекса, хотя между ними есть различие в системах резервирования авиалинии: 
- VCP — вместе с Конгоньяс/Сан-Паулу (CGH) и Рио-де-Жанейро/Галеан (GRU), является частью многократного системного набора аэропорта около города Сан-Паулу (код SAO).
- CPQ — определённый код Кампинаса.

Подобный пример — Нью-Йорк (NYC), в котором коды аэропортов LGA (аэропорт Ла Гуардия), JFK (Международный аэропорт Кеннеди) и EWR (Международный аэропорт Ньюарк Либерти используются для того же самого города, хотя последний расположен в другом городе и штате
В последнее время развитие аэропорта связано с бурным развитием Кампинаса. Число предлагаемых рейсов резко увеличилось, так как Azul Brazilian Airlines сделала Виракопус своим главным центром, предлагая свободные автобусные перевозки для пассажиров к и от нескольких пунктов в городе Сан-Паулу. Однако, нет никаких других запланированных международных пассажирских рейсов, работающих в Виракопусе до 1 июля 2010, когда TAP Portugal начал обычные международные рейсы в Лиссабон.

## Средства
Средства на аэропорте включают:
- 150–180 рейсов в день
- 2500 пассажиров в день
- 40 грузовых авиалиний
- 60 000 квадратных метров грузовых терминалов
- 1700 квадратных метров для груза животных
- Высокая башня авиадиспетчерской службы — 65 м.

## Авиалинии и направления

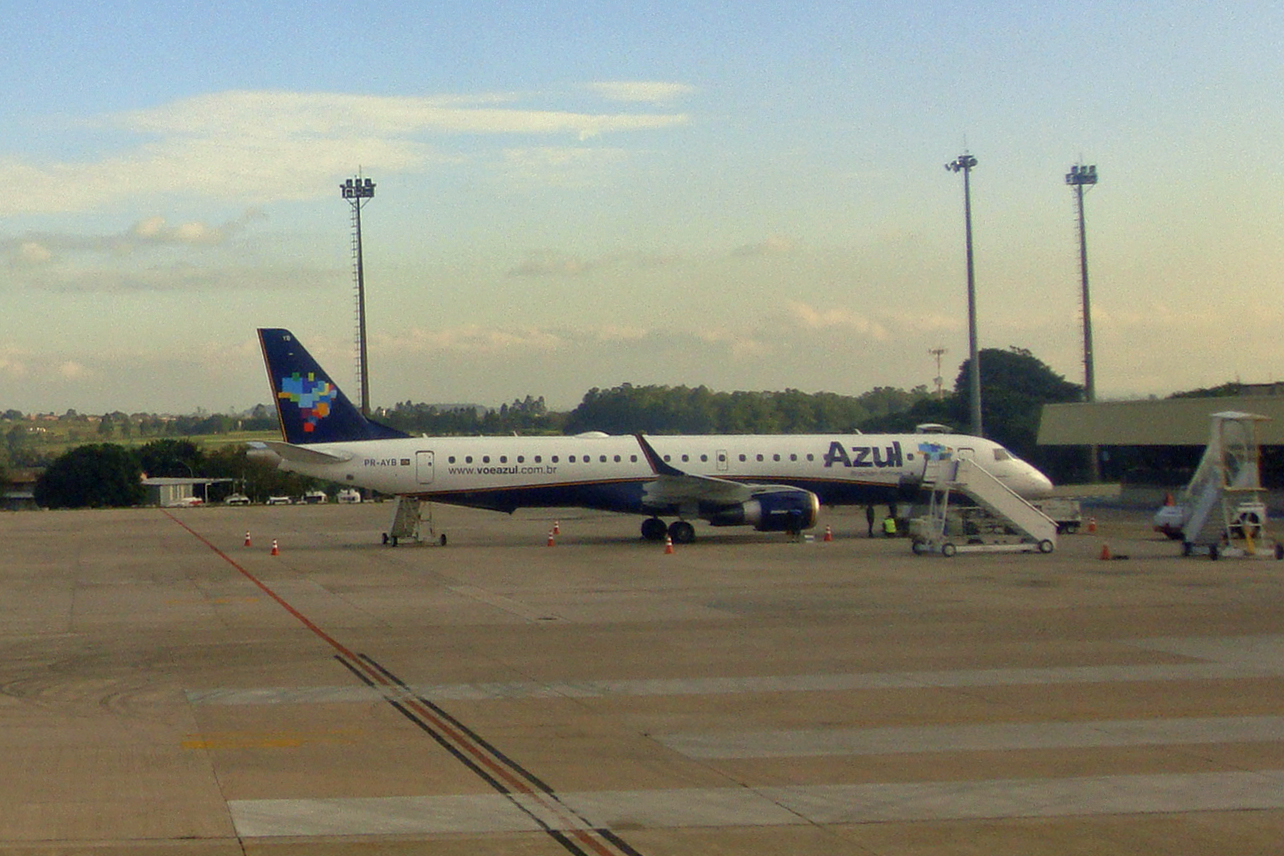

### Международные рейсы
| Авиакомпании | Назначения                                |
| ------------ | ----------------------------------------- |
| Aigle Azur   | Париж-Орли                                |
| TAP Portugal | Лиссабон                                  |
| WhiteJets    | Варадеро, Канкун, Пунта-Кана, Монтего-Бей |

### Внутренние рейсы
| Авиакомпании | Назначения |
| ------------ | --- |
| Azul         | Аракажу (с 1 октября), Белу-Оризонти (Танкреду Невес), Бразилиа, Кампу-Гранди (Кампу-Гранди), Куяба (Марешал Рондон), Куритиба, Флорианополис, Форталеза, Гояния (Санта Женовева), Масейо, Манаус, Maringá, Навегантис (Аэропорт имени Витора Кондера, Натал (Аугусту Северу), Порту-Алегри, Порту-Сегуру (Порту-Сегуру), Ресифи, Рио-де-Жанейро (Сантос-Дюмон), Салвадор, Сан-Луис, Терезина (Терезина), Витория (Эурику ди Агиар Сальес) и Кампина-Гранди (планируется на 2011 год с прибытием ближнемагистрального самолёта). |
| GOL          | Белу-Оризонти (Танкреду Невес), Бразилиа, Куритиба, Жуан-Песоа, Ресифи, Рио-де-Жанейро (Галеан), Салвадор, Кампина-Гранди (Кампина-Гранди) и Маринга |
| NHT          | Сан-Паулу (Конгоньяс) |
| TAM          | Белу-Оризонти (Танкреду Невес), Бразилиа, Куритиба (Афонсу Пена), Флорианополис, Форталеза, Рио-де-Жанейро (Галеан), Салвадор |
| TRIP         | Белу-Оризонти (Танкреду Невес), Куритиба (Афонсу Пена), Сан-Паулу (Гуарульюс) |

### Грузовые авиакомпании
- VARIGLOG
- Polar Air Cargo
- Cargolux
- Masair
- LAN Airlines
- ABSA
- Lufthansa Cargo
- MTA Cargo
- Cielos Del Peru
- Azul Cargo
- Centurion Air Cargo
- FEDEX
- MK Airlines
- UPS
- CARGO B
- Arrow Air
- Singapore Airlines

## Авиапроисшествия и инциденты
23 ноября 1961 года: рейс 322 авиакомпании Aerolíneas Argentinas, выполняемый реактивным лайнером De Havilland Comet, потерпел крах вскоре после взлёта. Погибли 12 членов экипажа и 40 пассажиров. Причиной несчастного случая была названа ошибка пилота.

## Перспективы развития
31 августа 2009 года Infraero представил план модернизации международного аэропорта Виракопус/Кампинас, сосредоточившись на приготовлениях к чемпионату мира по футболу 2014 года, который будет проходить в Бразилии.
Таким образом будут вложены инвестиции в:
- Строительство второй взлетно-посадочной полосы. Завершение: апрель 2013 года.
- Строительство фазы 1 нового пассажирского терминала. Завершение: май 2015 года.